# Das Mädchen aus dem Song

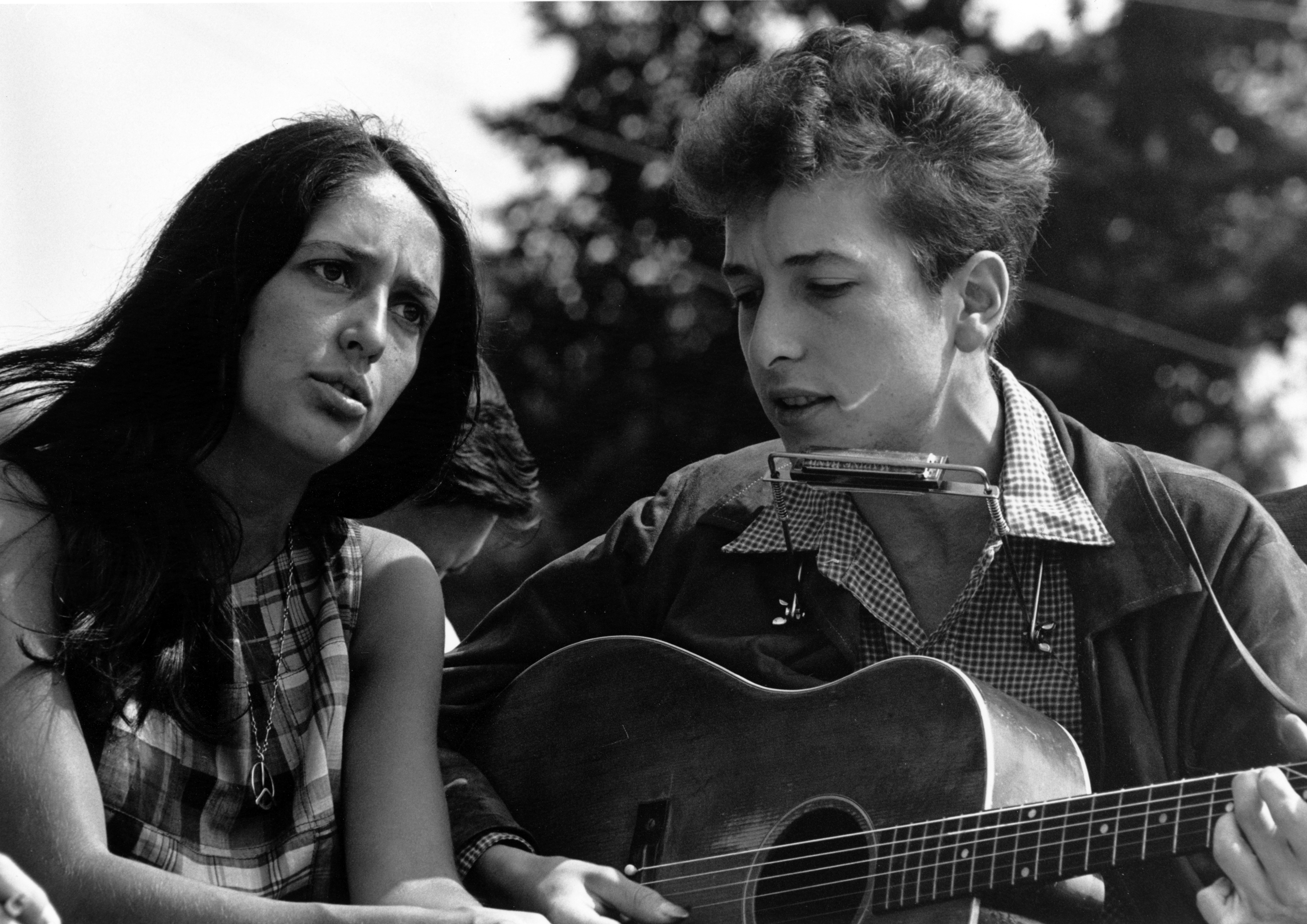
Auf dem dt. Buchcover zu sehen: Joan Baez inspirierte Bob Dylan zu It Ain’t Me Babe

Das Mädchen aus dem Song: Angie, Lola, Rita, Suzanne und Maggie May – und welche Geschichte sich dahinter verbirgt (Originaltitel: The Girl in the Song: The True Stories Behind 50 Classic Pop Songs) ist ein im Schwarzkopf & Schwarzkopf Verlag veröffentlichtes Buch des britischen Musikjournalisten und -historikers Michael Heatley aus dem Jahr 2010.

## Handlung
Der Autor erzählt die Entstehungsgeschichten von 50 berühmten Songs der Pop- und Rockgeschichte. In 50 kurzen Kapiteln wird beschrieben, welches Lied von welcher Frau inspiriert wurde, die Beziehung von Künstler und Muse erläutert sowie berichtet, was aus „den Mädchen aus dem Song“ geworden ist – wo und wie sie heute leben, wie der jeweilige Song ihr Leben beeinflusst hat und ob sie noch Kontakt zu den Stars haben, denen sie einst zu Welthits verhalfen.

## Die 50 Songs
- Angie – The Rolling Stones
- Beware of Young Girls – Dory Previn
- Brilliant Disguise – Bruce Springsteen
- Carrie Anne – The Hollies
- Chelsea Hotel No. 2 – Leonard Cohen
- Dear Prudence – The Beatles
- Diana – Paul Anka
- Don’t Think Twice, It’s All Right – Bob Dylan
- Every Breath You Take – The Police
- Femme Fatale – The Velvet Underground
- Fire and Rain – James Taylor
- Five Years Old – Loudon Wainwright III
- Hearts and Bones – Paul Simon
- Hey Negrita – The Rolling Stones
- In the Air Tonight – Phil Collins
- Irene Wilde – Ian Hunter
- It Ain’t Me Babe – Bob Dylan
- It Ain’t Over ’Til It’s Over – Lenny Kravitz
- Je t’aime … moi non plus – Jane Birkin und Serge Gainsbourg
- Jennifer Juniper – Donovan
- Lola – The Kinks
- Lovely Rita – The Beatles
- Lucy in the Sky with Diamonds – The Beatles
- Maggie May – Rod Stewart
- Maybe I’m Amazed – Paul McCartney
- Miss Amanda Jones – The Rolling Stones
- Moses – Coldplay
- Mrs. Potter’s Lullaby – Counting Crows
- My Sharona – The Knack
- Our House – David Crosby, Stephen Stills, Graham Nash und Neil Young
- Peggy Sue – Buddy Holly
- Philadelphia Freedom – Elton John
- The Prettiest Star – David Bowie
- Rikki Don’t Lose That Number – Steely Dan
- Rosanna – Toto
- Sara – Fleetwood Mac
- See Emily Play – Pink Floyd
- She’s Leaving Home – The Beatles
- Something/Layla – George Harrison und Eric Clapton
- Suite: Judy Blue Eyes – Crosby, Stills and Nash
- Suzanne – Leonard Cohen
- Sweet Caroline – Neil Diamond
- Sweetest Thing – U2
- Sweet Child o’ Mine – Guns N’ Roses
- The Girl from Ipanema – Antônio Carlos Jobim/Vinícius de Moraes
- Tiny Dancer – Elton John
- Turn Your Lights Down Low – Bob Marley
- Under My Thumb – The Rolling Stones
- Uptown Girl – Billy Joel
- Wonderwall – Oasis

## Bibliographie
- Michael Heatley: Das Mädchen aus dem Song: Angie, Lola, Rita, Suzanne und Maggie May – und welche Geschichte sich dahinter verbirgt. Schwarzkopf & Schwarzkopf Verlag, Berlin 2010, ISBN 978-3-89602-579-1.
- Michael Heatley & Frank Hopkinson: Der Typ aus dem Song – »Hey Jude«, »Man On The Moon«, »Rolling In The Deep« … und welche wahren Geschichten sich dahinter verbergen. Pendant, ebenfalls erschienen im Schwarzkopf & Schwarzkopf Verlag, Berlin 2012, ISBN 978-3-86265-170-2.